# Die Försterchristl
Die Försterchristl (även Die Försterchristel) är en operett i tre akter med musik av Georg Jarno och libretto av Bernhard Buchbinder. 

## Historia
Den hade premiär den 17 december 1907 på Theater in der Josefstadt i Wien, där Georgs bror Josef Jarno var teaterchef. Titelrollen sjöngs av Josef fru Johanna Niese som därmed fick sitt genombrott som skådespelerska och sångerska. Tre år senare gjorde Leonard Liebling en engelsk översättning som gick 64 gånger på Broadwayteatern Herald Square Theatre 1910/11 under titeln The Girl and the Kaiser.

## Personer
- Kejsare Josef II
- Greve Kolonitzky, Adjutantgeneral
- Greve Gottfried von Leuben, hovmarskalk
- von Reutern, kammarherre
- Baronessan Agathe von Othegraven, hovdam
- Greve Sternfeld, kapten (Baryton)
- Grevinnan Josephine, hans syster (Sopran)
- Franz Földessy, Sternfelds representant (tenor)
- Hans Lange, jägmästare
- Christine, hans dotter (subrett)
- Peter Walperl (buffo)
- Minka (sopran)

## Handling
Tid och plats: Vid ungerska gränsen och i Wien, 1764
I korthet: Titelrollen (Christine) blir handlöst förälskad i en vacker främling och inser inte att mannen i själv verket är den österrikiske kejsaren Josef II. När hon får reda på sanningen ber hon kejsaren att skona hennes förre pojkvän, rebelledaren Franz Földessy, från att skjutas.

### Akt 1
En skog framför jägmästarens hus
Christine möter en främling som utan lov jagar i skogen. Hon tillrättavisar honom och har hans klocka i pant. Hon berättar även fritt ur hjärtat vad hon tycker om kejsaren och hovet i Wien.
Franz Földessy är kär i Christine och frågar hennes fader, jägmästaren Hans Lange, om hennes hand. Peter Walperl är också kär i henne och i sin svartsjuka avslöjar han att Franz är en desertör. Franz erkänner att han en gång slog en officer som förfört hans syster och därför tvingades lämna armén. Christine bestämmer sig för att åka till hovet i Wien och be kejsaren benåda Franz.

### Akt 2
Slottet i Wien
I Wien möter Christine samme främling hon förebrådde i skogen. Han lovar att ordna en audiens hos kejsaren. Vid audiensen inser hon att främlingen i själva verket är kejsaren. Han benådar Franz och Christine förälskar sig i kejsaren. När hon möter Franz på nytt är hon kylig och avvisar honom, men blir glad när kejsaren ber henne om en dans.

### Akt 3
Ett rum i jägmästarens hus
Väl hemma fortsätter Christine att avvisa Franz. För att undanröja allt skvaller anländer kejsaren och förklarar att han inte kan följa sitt hjärta. Han ber Christine att gifta sig med Franz, som han utnämner till hovjägmästare, och ger henne en ring som avskedspresent. Hon överkommer sin besvikelse och förvandlar händelsen till ett lyckligt minne, varpå hon gifter sig med Franz.

## Musikstycken
- Herr Kaiser, Herr Kaiser, du liebe Majestät (Vals)
- Steht ein Mädel auf der Puszta (Csardas)
- Ich tu nur bös, bin sonst fidel (Vals)
- Will ich einen Liebsten haben (Vals)
- Ein Mädel ohne jeden Fehl (Vals)
- Gebt mir die Geigen der ganzen Welt (Vals)
- Ein ganz gewöhnlich Schneiderlein
- Mädchen vom Zigeunerstamme